# マイケル・モデスト
マイケル・モデスト（Michael Modest、男性、1971年7月19日 - ）は、アメリカ合衆国のプロレスラー。本名はマイケル・シリジーロ（Michael Cirigilo）。カリフォルニア州サンフランシスコ出身。

## 人物
「モデスト・スマイル」と呼ばれる、笑顔で親指を立てるアピールで知られる。プロレスリング・ノアに、2001年から2005年まで参戦。そのレスリング技術や豊富な技、スキンヘッドの風貌、ユニークな動きの数々で、活躍した。アメリカ・日本のほか、アイルランド・メキシコ・カナダのリングに上がった経験がある。
ドキュメント番組で「娯楽扱いされるアメリカのプロレスに限界を感じている。プロレスをスポーツとして見てくれる日本に行きたい」と語ったほか、自らの主宰団体PWIのロゴに「鉄」という漢字を入れるなど親日家として知られる。
公称体重ではジュニアヘビー級のエントリー（ノアでは100kg未満）であり、シングルではGHCジュニアヘビー級王座を保持したこともあったが、ドノバン・モーガンとのタッグチーム「エクセレンス・インク（Excellence Inc.）」ではヘビー級王座に狙いを定めることが多かった。
私生活では、2人の息子の父である。

## 略歴
1991年、デビュー。APW、UWA、WWF、WCWなどのアメリカマットに参戦。
1999年に公開された、WWEのドキュメント映画「ビヨンド・ザ・マット」に出演（出演クレジットはマイク・モデスト）。
2001年7月、視察に訪れたプロレスリング・ノアの三沢光晴の招聘により来日。タッグパートナーのドノバン・モーガンと共に、同団体の常連レスラーとなる。同年開催の初代GHCタッグ王座決定トーナメントにおいては、10月6日の1回戦で優勝候補のワイルドII（力皇猛・森嶋猛組）を撃破する金星を挙げたが、2回戦で秋山準・齋藤彰俊組に敗退した。
2002年、地元のカリフォルニア州サンフランシスコでモーガンと共にレスリングスクールおよびプロレス団体「プロレスリング・アイアン（PWI）」を設立（PWIは現在はウェブサイトがなくなっている。2005年に解散した模様）。
2003年3月30日、博多スターレーン大会にて雪崩式リアリティー・チェックで金丸義信を破り第6代GHCジュニアヘビー級王座を獲得した。同王座初の外国人王者。アメリカで2度防衛を果たした（相手はビトー・トーマセリー、ドノバン・モーガン）後、2003年9月12日の日本武道館大会で杉浦貴を相手に防衛に失敗（決め技は雪崩式オリンピック予選スラム）、約5か月間保持した同王座を失った。
2004年12月4日、モーガンをパートナーに当時のGHCタッグ王者である三沢光晴・小川良成組に挑戦する。これは、前哨戦の6人タッグで鈴木鼓太郎を断崖式リアリティ・チェックでKOに追い込むなど、三沢組に対し執拗に挑戦を訴えた結果であった。しかし結果は、三沢のアシストからの小川のエメラルド・フロウジョンで敗れた。
現在は、地元サンフランシスコ所在の団体であるプロレスリング・レボリューションやビッグ・タイム・レスリングなどを主戦場としているようである。

## 得意技

### フィニッシュ・ホールド
リアリティー・チェック
モデストのフェイバリット・ホールド。変形の水車落としであり、CIMAのシュバインとほぼ同形。背後で相手を上下逆に抱え（左手で相手の右足をつかみ、右手で相手の首を抱え込む）、軽く前方に走ってから尻餅をつく体勢で相手の首筋をマットに叩きつける。左手による足のフックは落下直前に外す。ホールド式の他、雪崩式やエプロンからの断崖式でも放つ。
カリフォルニア・ロール
モデスト・ドライバー
垂直落下式のリバース・ゴリー・スペシャル・ボム。工藤めぐみの「スピニング・クドウ・ドライバー」・グレゴリー・ヘルムズの「バーター・ブレイカー」と同型。
雪崩式フィッシャーマンズ・スープレックスホールド
雪崩式で投げた後も相手の首及び足のホールドを外さず、ブリッジしてフォールを狙う、モデスト独自のムーブ。
雪崩式フランケンシュタイナー
セカンドロープを使い両手二点倒立の体勢から仕掛ける、モデスト独自のムーブ。

### その他得意技
クローズライン
つなぎ技として好んで用いる。
マイクボトム
変形のフェイスクラッシャー。
相手をチョークスラムの大勢で担ぎ上げ、自分が後方に倒れこむことで相手の顔面をマットに打ち付ける。
コーナーダウンの相手への走りこみヒップアタック
顔面に尻をぶち当てるため、威力・屈辱度ともに高い技。
エルボー・ドロップ
倒れている相手に対し、ロープをリバウンドしてから緩急をつけて放つ。通常は、これを2回程度放った後に、下述のモデスト・スマイルにつなぐ。

### 連携技
ゴールデン・ゲート・スピン
モデストとのツープラトン技。合体式で捻りを加えて放つダイヤモンド・カッター。
デイ・アフター・トゥモロー
モデストとのツープラトン技。相手を左右からリフトアップスラムの体勢で持ち上げ、まず足側の支えを外して勢いを付け、最後は相手の背部・後頭部をマットに叩きつける。
独特の動き
モデスト・スマイル
ロープ間を走り、倒れている相手に攻撃を加える構えを見せるが、それにより怯んだ相手の腹部または背中を踏み越えるだけにとどめ、親指を立てて笑顔でアピールする。
相手からコーナーにハンマースルーで振られた際、そのままトップロープとセカンドロープの間（またはセカンドロープのターンバックル）へ頭から突っ込み、自爆することがある。

## タイトル歴
プロレスリング・ノア
- GHCジュニアヘビー級王座 - 第6代（防衛2回）

APW
- APWユニバーサルヘビー級王座 : 5回
- APWインターネット王座 : 1回
- APWタッグ王座 : 2回（＆Steve Rizzono、Tony Jones）

スタンピード・レスリング
- スタンピード北米ヘビー級王座 : 1回